# Thomas Karlsson
Thomas Niklas Krister Karlsson (ur. 1972 w Sztokholmie), znany również jako Daemon Deggial – szwedzki muzyk, kompozytor, wokalista, autor tekstów i instrumentalista, a także pisarz i okultysta. Założyciel i czołowy członek organizacji ezoterycznej Dragon Rouge. Od 1993 roku komponuje, śpiewa, a także pisze teksty w ramach projektu Shadowseeds. Od 1996 roku jest autorem tekstów szwedzkiego zespołu metalowego Therion. Nigdy jednak nie został uznany oficjalnym członkiem zespołu. Wykłada religioznawstwo na Uniwersytecie Sztokholmskim. Jest także redaktorem czasopisma Essence Quint. Napisał pięć książek które zostały przetłumaczone na język angielski, niemiecki i włoski.

## Inspiracje
Na doktrynę magiczną promowaną przez Karlssona w Dragon Rouge wpłynęła m.in. myśl i działalność takich osób jak Julius Evola, Carlos Castaneda, Kenneth Grant. Spośród filozofów, ci, z których dorobku czerpał Karlsson to Heraklit, Platon, Plotyn, a także Friedrich Nietzsche, Martin Heidegger oraz Henri Bergson. W książce Amongst Mystics and Magicians in Stockholm (2012) Karlsson opisał Aleistera Crowleya i Antona LaVeya jako okultystów, którzy wpłynęli na jego praktykę. Wykorzystuje symbole i koncepcje wywodzące się z mitologii sumeryjskiej, alchemii, goecji i kelipot (przeciwieństwo kabalistycznych sefirot, przedstawienia sił zła tworzących przeciwieństwo Drzewa Życia, związanych z Sitra achra).
Sam Karlsson twierdzi, że w dzieciństwie doświadczył projekcji astralnej, choć dopiero w późniejszych latach zaczął badać okultyzm i połączył to przeżycie z tzw. zjawiskami nadprzyrodzonymi.

## Dyskografia
| - Carbonized – Disharmonization (1993, Foundation 2000, słowa) - Shadowseeds – Dream of Lilith (1995, Dark Age Music Records) - Therion – Vovin (1998, Nuclear Blast, słowa) - Therion – Deggial (2000, Nuclear Blast, słowa) - Therion – Secret of the Runes (2001, Nuclear Blast, słowa) - Therion – Lemuria (2004, Nuclear Blast, słowa) |  | - Shadowseeds – Der Mitternacht Löwe (demo, 2004, wydanie własne) - Therion – Sirius B (2004, Nuclear Blast) - Therion – Gothic Kabbalah (2007, Nuclear Blast, słowa) - Nefandus – Death Holy Death (2009, Left Light Emanations, słowa) - Therion – Sitra Ahra (2010, Nuclear Blast, słowa) - Saturnalia Temple – Aion of Drakon (2011, Nuclear Winter Records, słowa) |

## Publikacje
- Thomas Karlsson, Tommie Eriksson, Uthark: nightside of the runes, Ouroboros, 2002, ISBN 978-91-974102-1-2.
- Thomas Karlsson, Kabbala, kliffot och den goetiska magin, Ouroboros, 2004, ISBN 978-91-974102-2-9. (wydanie polskie: Kabała, Kelipot i Magia Goetii, Bibliotheca Alexandrina, 2021, ISBN 978-0-9933910-8-8).
- Thomas Karlsson, Timo Ketola, Astrala resor ut ur kroppen, Arriba, 2005, ISBN 91-7894-005-2.
- Thomas Karlsson, Adulrunan och den götiska kabbalan, Ouroboros, 2005, ISBN 91-974102-3-3.
- Thomas Karlsson, Götisk kabbala och runisk alkemi. Johannes Bureus och den götiska esoterismen, Stockholms universitet, 2010, ISBN 978-91-628-8030-9.